# Galien le Restoré

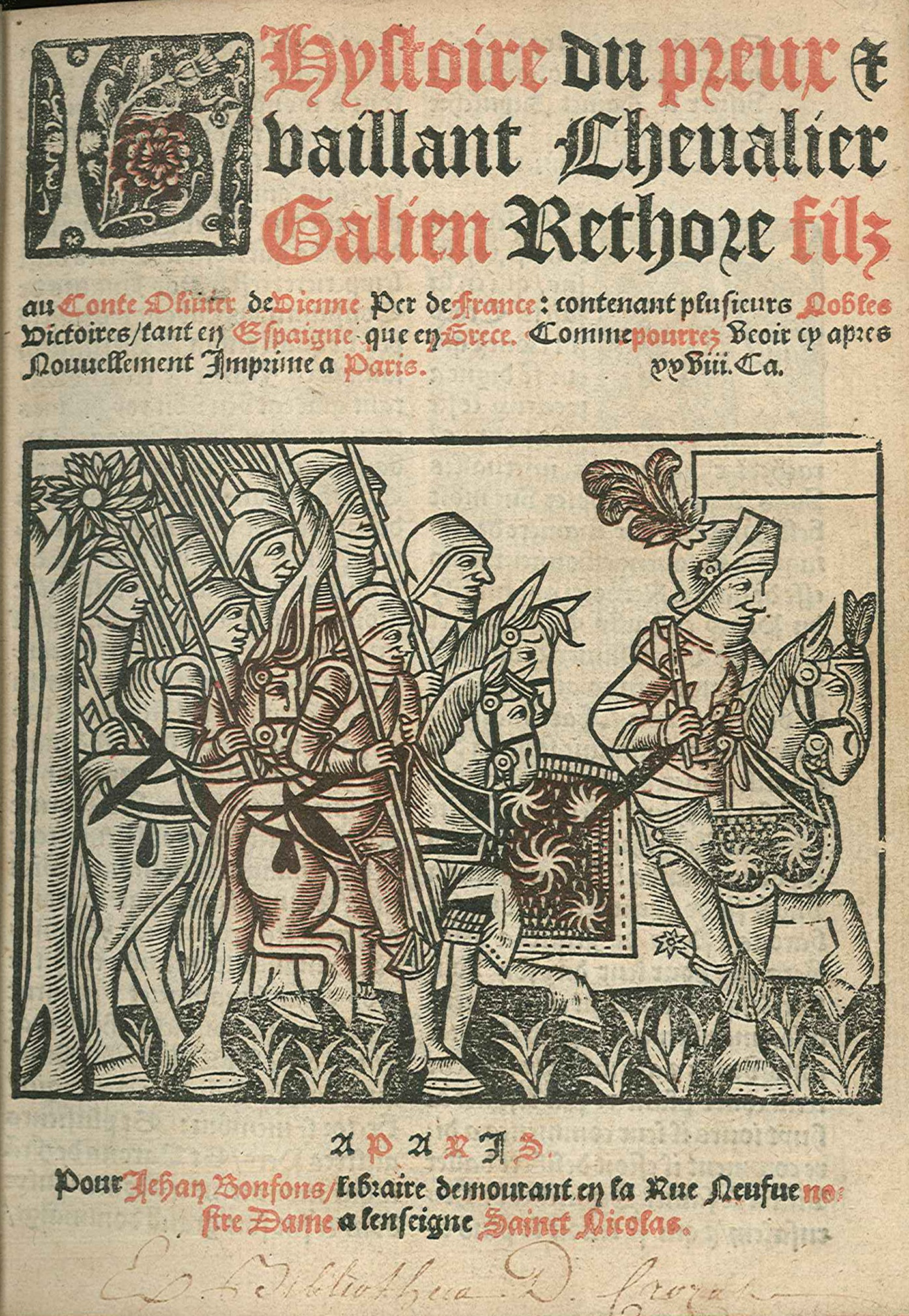
Page couverture d'une édition du roman de chevalerie Galien le Restoré, publiée à Paris chez Jean Bonfons vers 1550. Il s'agit d'une adaptation mise en prose de l'oeuvre versifiée originale.

Galien le Restoré est une chanson de geste du XIIIe siècle, en 4 911 alexandrins divisés en 177 laisses monorimes, appartenant autant au cycle de Guillaume d'Orange qu'à celui de Charlemagne.

## Pour aller plus loin